# Nederlandse kampioenschappen marathonschaatsen op kunstijs 2024
De Marathonschaatsen 2023/2024 Nederlandse kampioenschappen marathonschaatsen op kunstijs 2024 was de elfde wedstrijd van het Marathonseizoen die op maandag 1 januari 2024 plaatsvond op de Elfstedenhal in Leeuwarden. Het was de eenenvijftigste editie van het NK marathonschaatsen op kunstijs. 
Het NK Masters werd niet op 1 januari gehouden in de Elfstedenhal. Deze wedstrijd werd voor de start van de beloften en top-divisie rijders van Marathon Cup 9 2023 in Groningen gehouden. 
Luc ter Haar had zich in verrassend gekroond tot Nederlands Kampioen marathonschaatsen. Ter Haar profiteerde optimaal van een aanvaring in de voorlaatste bocht waarbij topfavoriet Harm Visser na een aanvaring met Bart Hoolwerf en Gary Hekman ten val kwam. Bart Hoolwerf kreeg hier na afloop een rode kaart voor. Achter Ter Haar sprintte Evert Hoolwerf naar het zilver en Christan Haasjes pakte het brons. Bij de top-divisie vrouwen won Irene Schouten voor de achtste keer op rij het Nederlands Kampioenschap marathonschaatsen. De recordkampioene ontsnapte in de finale uit een kopgroep van vier nadat ze eerder vanuit het peloton de oversteek had gemaakt naar het leidende drietal. Schouten kwam solo aan en kon haar achtste titel vieren. Ploeggenote Maaike Verweij won de sprint om het zilver voor Femke Mossinkoff die het brons. Mossinkoff voorkwam met haar bronzen plak een volledig Albert Heijn Zaanlander-podium door Arianna Pruisscher terug te verwijzen naar de vierde plaats. 
Bij de beloften mannen won Jesse Vollaard. Vollaard klopte in de finale medevluchters Roy Hoogendoorn en Melle Brouwer nadat zij laat het peloton op een ronde hadden gezet. Topfavoriet Wisse Slendebroek moest het doen zonder twee oudere ploeggenoten, werd met de vele aanvallen regelmatig in de verdediging gedwongen en miste uiteindelijk de definitieve slag. Eline van Voorden won bij de beloften vrouwen. Van Voorden die er voor koos de titelstrijd bij de neo's te rijden was het snelst in de sprint van de grote groep. Yael Prenger en Jet Fransen waren goed voor het zilver en het brons. Uittredend kampioen Britt van Wees probeerde in de slotfase van een vrij matte wedstrijd nog solo te ontsnappen maar lukte het niet de titel te prolongeren. 
Arjan Bakker had het Nederlands Kampioenschap voor Masters van 60 jaar een ouder gewonnen. Bakker was na 60 ronden het snelst van een kopgroep van vijf die het peloton halverwege had gedubbeld. Jolanda Langeland finishte als tweede en pakte zo de titel bij de mastervrouwen. Harrie Klein Gebbink eindigde in het peloton als 18e en won zo de titel bij de 70+-ers. Masters 50+ werd gewonnen door Robert Wierts. De 50-jarige Wierts, die wekelijks uitkomt in de landelijke beloftendivisie, ontsnapte in de voorlaatste ronde uit het peloton en bleef de grote groep voor. Kurt Wubben kwam nog het dichtstbij na zelf het peloton op sleeptouw te hebben genomen in de jacht op Wierts en pakte het zilver. Brons was er voor Johan Boonstra. Arjan Elferink had het NK marathonschaatsen voor 40+-mannen gewonnen. Elferink was na 80 ronden in de sprint van een kopgroep van vier duidelijk het snelst. Gijsbert Nieuwkoop sprintte naar het zilver, brons was er voor Mark Ooijevaar.

## Tijdschema
| Datum                     | Tijd (CET) | Onderdeel                             |
| ------------------------- | ---------- | ------------------------------------- |
| Zaterdag 23 december 2023 | 14:15      | Vrouwen 40+, Mannen 60+ en Mannen 70+ |
| Zaterdag 23 december 2023 | 15:15      | Mannen 50+                            |
| Zaterdag 23 december 2023 | 16:20      | Mannen 40+                            |
| Maandag 1 januari 2024    | 13:00      | Beloften vrouwen                      |
| Maandag 1 januari 2024    | 14:00      | Beloften mannen                       |
| Maandag 1 januari 2024    | 15:45      | Top-divisie vrouwen                   |
| Maandag 1 januari 2024    | 17:15      | Top-divisie mannen                    |

## Podia
| Klasse              | Eerste               | Tweede          | Derde              |
| ------------------- | -------------------- | --------------- | ------------------ |
| Top-divisie mannen  | Luc ter Haar         | Evert Hoolwerf  | Christiaan Haasjes |
| Top-divisie vrouwen | Irene Schouten       | Maaike Verweij  | Femke Mossinkoff   |
| Beloften mannen     | Jesse Vollaard       | Roy Hoogendoorn | Melle Brouwer      |
| Beloften vrouwen    | Eline van Voorden    | Yael Prenger    | Jet Fransen        |
| Masters mannen 40+  | Arjan Elferink       | Gijs Nieuwkoop  | Mark Ooijevaar     |
| Masters mannen 50+  | Robert Wierts        | Kurt Wubben     | Johan Boonstra     |
| Masters mannen 60+  | Arjan Bakker         | Jan Wedman      | Albert Bakker      |
| Masters mannen 70+  | Harrie Klein Gebbink | Leendert Wals   | Nico van Bergeijk  |
| Masters vrouwen     | Jolanda Langeland    | Eva van Rheenen | Daniëlle Bekkering |

## Uitslag Top-divisie mannen[5]
| #      | Rijder               | Ploeg                           | Ronde |
| ------ | -------------------- | ------------------------------- | ----- |
| Goud   | Luc ter Haar         | Bouwselect / De Haan Westerhoff | 150   |
| Zilver | Evert Hoolwerf       | Team Reggeborgh                 | 150   |
| Brons  | Christiaan Haasjes   | Sprog                           | 150   |
| 4      | Jeroen Janissen      | OKAY/Interfarms                 | 150   |
| 5      | Niels Overvoorde     | Sportchaletviehhofen.at         | 150   |
| 6      | Casper de Gier       | Team Reggeborgh                 | 150   |
| 7      | Lars Woelders        | OKAY/Interfarms                 | 150   |
| 8      | Ronald Kruijer       | Bouwselect / De Haan Westerhoff | 150   |
| 9      | Roel Boek            | Port of Amsterdam / SKITS       | 150   |
| 10     | Bart Mol             | A6.nl / KMC                     | 150   |
| 11     | Tjerk de Boer        | Royal A-ware                    | 150   |
| 12     | Ruben Marinus        | Sprog                           | 150   |
| 13     | Axel Koopman         | VGR Sport / Mechan Groep        | 150   |
| 14     | Robert Post          | Jumbo-Visma                     | 150   |
| 15     | Timo Verkaaik        | Sportchaletviehhofen.at         | 150   |
| 16     | Christoffel Hendriks | Port of Amsterdam / SKITS       | 150   |
| 17     | Tom den Heijer       | Sportchaletviehhofen.at         | 150   |
| 18     | Homme Jan de Groot   | Bouwselect / De Haan Westerhoff | 150   |
| 19     | Marco van der Tuin   | A6.nl / KMC                     | 125   |
| 20     | Joram Verkerk        | VGR Sport / Mechan Groep        | 125   |

150 ronden
1:19:02uur (gem. 31,6sec) 45,6km/h

## Uitslag Top-divisie vrouwen[6]
| #      | Rijder                 | Ploeg                                        | Ronde |
| ------ | ---------------------- | -------------------------------------------- | ----- |
| Goud   | Irene Schouten         | Team Albert Heijn Zaanlander                 | 101   |
| Zilver | Maaike Verweij         | Team Albert Heijn Zaanlander                 | 101   |
| Brons  | Femke Mossinkoff       | Van Ramshorst Renault                        | 101   |
| 4      | Arianna Pruisscher     | Team Albert Heijn Zaanlander                 | 101   |
| 5      | Esther Kiel            | BDM-BTZ                                      | 100   |
| 6      | Hilde Noppert          | Bouwbedrijf de Vries                         | 100   |
| 7      | Patricia Koot          | KNSB Inline Selectie                         | 100   |
| 8      | Merel Bosma            | BDM-BTZ                                      | 100   |
| 9      | Tessa Snoek            | VGR Sport / Vreugdenhil Dairy Foods          | 100   |
| 10     | Tjilde Bennis          | Turner                                       | 100   |
| 11     | Dieuwertje van Kalken  | Turner                                       | 100   |
| 12     | Loesanne van der Geest | PGM Bakker                                   | 100   |
| 13     | Yvonne Nauta           | A6.nl / KMC                                  | 100   |
| 14     | Esmee Visser           | Bouwbedrijf de Vries                         | 100   |
| 15     | Sanne Oosterwijk       | KNSB Inline Selectie                         | 100   |
| 16     | Pien van den Bos       | Wokke Vastgoed                               | 100   |
| 17     | Amber Siegers          | Skadi / P&G Safety / Mark Bouman Grondwerken | 100   |
| 18     | Nienke Smit            | Haak powered by OCRE                         | 100   |
| 19     | Paula Konijn           | Haak powered by OCRE                         | 100   |
| 20     | Gioya Lancee           | BDM-BTZ                                      | 100   |

100 ronden
0:55:45uur (gem. 33,4sec) 43,0km/h

## Uitslag beloften mannen[7]
| #      | Rijder            | Ploeg                                  | Ronde |
| ------ | ----------------- | -------------------------------------- | ----- |
| Goud   | Jesse Vollaard    | Vector                                 | 101   |
| Zilver | Roy Hoogendoorn   | Spieren voor Spieren / Douna Machinery | 101   |
| Brons  | Melle Brouwer     | Ormer ICT                              | 101   |
| 4      | Ivo de la Porte   | Bouwselect / De Haan Westerhoff        | 100   |
| 5      | Wisse Slendebroek | OKAY/Interfarms                        | 100   |
| 6      | Chris Berkhout    | Van Ramshorst Renault                  | 100   |
| 7      | Daan Berkhout     | Van Ramshorst Renault                  | 100   |
| 8      | Friso van Vliet   |                                        | 100   |
| 9      | Joost de Jong     | Van Ramshorst Renault                  | 100   |
| 10     | Jasper Tinga      | Douma Staal                            | 100   |
| 11     | Rick de Ruijgt    | Arktika                                | 100   |
| 12     | Hylke de Boer     | Bouwselect / De Haan Westerhoff        | 100   |
| 13     | Olaf Vunderink    |                                        | 100   |
| 14     | Adne Koster       | Speelman / Kuil                        | 100   |
| 15     | Quinten Meerveld  | Stouwdam.nl                            | 100   |
| 16     | Jelmer Koehoorn   | HCH Heerenveen                         | 100   |
| 17     | Mats ten Cate     | Speelman / Kuil                        | 100   |
| 18     | Niek Berden       | Traumeel Gel                           | 100   |
| 19     | Jochem Posthumus  | Speelman / Kuil                        | 100   |
| 20     | Ruben Verkerk     | Ormer ICT                              | 100   |

100 ronden
0:53:24uur (gem. 32,0sec) 44,9km/h

## Uitslag Top-divisie vrouwen[8]
| #      | Rijder              | Ploeg                               | Ronde |
| ------ | ------------------- | ----------------------------------- | ----- |
| Goud   | Eline van Voorden   | PGM Bakker                          | 60    |
| Zilver | Yael Prenger        | Bouwbedrijf de Vries                | 60    |
| Brons  | Jet Fransen         | Wokke Vastgoed                      | 60    |
| 4      | Iris Tiben          | Wokke Vastgoed                      | 60    |
| 5      | Esmée Brommer       | PGM Bakker                          | 60    |
| 6      | Sophie Kraaijeveld  | Gewest Fryslan / Victron Energy     | 60    |
| 7      | Maaike Koelewijn    | Fortune Coffee                      | 60    |
| 8      | Vera van Ditshuizen | Vechtsebanen                        | 60    |
| 9      | Mirjam Thomas       | Gewest Fryslan / Victron Energy     | 60    |
| 10     | Sanne Westra        | Gewest Fryslan / Victron Energy     | 60    |
| 11     | Iris Mulder         | Fortune Coffee                      | 60    |
| 12     | Liset Speelman      | Speelman / Exclusief Vastgoedbeheer | 60    |
| 13     | Thirza Koers        | Speelman / Exclusief Vastgoedbeheer | 60    |
| 14     | Tijn Borst          | Gewest Fryslan / Victron Energy     | 60    |
| 15     | Lidia Tempert       | Boltrics                            | 60    |
| 16     | Sterre Kuijs        | Haak                                | 60    |
| 17     | Sterre Kuijs        |                                     | 60    |
| 18     | Iris Schultinga     | Speelman / Exclusief Vastgoedbeheer | 60    |
| 19     | Lianne van Gammeren | PEER racefietsen Wijk en Aalburg    | 60    |
| 20     | Florien Bolks       | Boltrics                            | 60    |

60 ronden
0:35:23uur (gem. 35,4sec) 40,7km/h

## Uitslag masters mannen 40+[9]
| #      | Rijder                     | Ploeg           | Ronde |
| ------ | -------------------------- | --------------- | ----- |
| Goud   | Arjan Elferink             | Mijn Accountant | 83    |
| Zilver | Gijs Nieuwkoop             |                 | 83    |
| Brons  | Mark Ooijevaar             |                 | 83    |
| 4      | Jeroen Sienot              |                 | 83    |
| 5      | Theo Trul                  |                 | 81    |
| 6      | Mick Bouman                |                 | 81    |
| 7      | Jos Niesten                |                 | 81    |
| 8      | Wouter Jan Kleinlugtenbelt |                 | 81    |
| 9      | Werner Temmink             |                 | 80    |
| 10     | Hans van de Wetering       |                 | 80    |
| 11     | Erik Groenendal            |                 | 80    |
| 12     | Wiecher Visser             |                 | 80    |
| 13     | Jan Willem Bolderdijk      |                 | 80    |
| 14     | Philip van Aerssen         |                 | 80    |
| 15     | Mike Teunisse              |                 | 80    |
| 16     | Rienk Wiersma              |                 | 80    |
| 17     | Rienk Wiersma              |                 | 80    |

80 ronden
0:48:40uur (gem. 36,5sec) 39,5km/h

## Uitslag masters mannen 50+[10]
| #      | Rijder              | Ploeg                                | Ronde |
| ------ | ------------------- | ------------------------------------ | ----- |
| Goud   | Robert Wierts       | WHC Consultancy en Advies            | 70    |
| Zilver | Kurt Wubben         |                                      | 70    |
| Brons  | Johan Boonstra      |                                      | 70    |
| 4      | Marcel Leenaars     |                                      | 70    |
| 5      | Arno Broekhuis      |                                      | 70    |
| 6      | Tonny van Vliet     | Weissensee4kids                      | 70    |
| 7      | Kees Hooft          |                                      | 70    |
| 8      | Kurt van de Nes     |                                      | 70    |
| 9      | Johan ter Schuur    |                                      | 70    |
| 10     | André Klompmaker    |                                      | 70    |
| 11     | Alfred Bolks        |                                      | 70    |
| 12     | Jack van Honschoten |                                      | 70    |
| 13     | Paul Robijn         |                                      | 70    |
| 14     | Chris van der Vegt  | Van Koppen Arbeidsrecht Marathonteam | 70    |
| 15     | Bert de Ruiter      |                                      | 70    |
| 16     | Piet Hijlkema       |                                      | 70    |
| 17     | Gerald Bos          |                                      | 70    |
| 18     | Egge Jan Pier       |                                      | 70    |
| 19     | Marco van Veen      |                                      | 70    |

70 ronden
0:41:04uur (gem. 35,2sec) 40,9km/h

## Uitslag Masters mannen 60+[11]
| #      | Rijder              | Ploeg                                | Ronde |
| ------ | ------------------- | ------------------------------------ | ----- |
| Goud   | Arjan Bakker        | Van Koppen Arbeidsrecht Marathonteam | 61    |
| Zilver | Jan Wedman          |                                      | 61    |
| Brons  | Albert Bakker       |                                      | 61    |
| 4      | René van der Meulen |                                      | 61    |
| 5      | Harm Smit           |                                      | 60    |
| 6      | Henk van den Belt   |                                      | 60    |
| 7      | Gerrit de Graaf     |                                      | 60    |
| 8      | Fred Boelens        |                                      | 60    |
| 9      | Leo Kluifhooft      |                                      | 60    |
| 10     | Wim de Wit          |                                      | 60    |
| 11     | Ronald Horstman     |                                      | 60    |
| 12     | Jacques de Vries    |                                      | 60    |
| 13     | Rense Trul          |                                      | 60    |
| 14     | Arjen van Ketel     |                                      | 60    |
| 15     | Michiel Asbeck      |                                      | 60    |
| 16     | Anton Mink          |                                      | 60    |
| 17     | Henk van der Meer   |                                      | 60    |
| 18     | Henk van Walderveen |                                      | 60    |
| 19     | Fred Drogtrop       |                                      | 60    |
| 20     | Rinke de Jong       |                                      | 60    |

60 ronden
0:36:56uur (gem. 36,9sec) 39,0km/h

## Uitslag Masters mannen 70+[12]
| #      | Rijder               | Ploeg | Ronde |
| ------ | -------------------- | ----- | ----- |
| Goud   | Harrie Klein Gebbink |       | 60    |
| Zilver | Leendert Wals        |       | 60    |
| Brons  | Nico van Bergeijk    |       | 60    |
| 4      | Engbert van de Woude |       | 60    |
| 5      | Henk Holland         |       | 60    |
| 6      | Roelof van Wester    |       | 60    |
| 7      | Cor van der Weijden  |       | 60    |

60 ronden
0:36:56uur (gem. 36,9sec) 39,0km/h

## Uitslag Masters vrouwen[13]
| #      | Rijder             | Ploeg                               | Ronde |
| ------ | ------------------ | ----------------------------------- | ----- |
| Goud   | Jolanda Langeland  | Speelman / Exclusief Vastgoedbeheer | 61    |
| Zilver | Eva van Rheenen    |                                     | 60    |
| Brons  | Daniëlle Bekkering |                                     | 60    |
| 4      | Josine Kroon       |                                     | 60    |
| 5      | Tineke Schukken    |                                     | 60    |

60 ronden
0:36:56uur (gem. 36,9sec) 39,0km/h

### Snelste wedstrijdgemiddelde
| Klasse              | Snelste gemiddelde       | Tijd     | Ronden | Schaatsster          | Ploeg                                |
| ------------------- | ------------------------ | -------- | ------ | -------------------- | ------------------------------------ |
| Top-divisie Mannen  | 45,6 km/h (gem. 31,6sec) | 01:19:02 | 150    | Luc ter Haar         | Bouwselect / De Haan Westerhoff      |
| Top-divisie Vrouwen | 43,0 km/h (gem. 33,4sec) | 00:55:45 | 100    | Irene Schouten       | Team Albert Heijn Zaanlander         |
| Beloften Mannen     | 44,9 km/h (gem. 32,0sec) | 00:53:24 | 100    | Jesse Vollaard       | Vector                               |
| Beloften Vrouwen    | 40,7 km/h (gem. 35,4sec) | 00:34:23 | 60     | Eline van Voorden    | PGM Bakker                           |
| Masters mannen 40+  | 39,5 km/h (gem. 36,5sec) | 00:48:40 | 80     | Arjan Elferink       | Mijn Accountant                      |
| Masters mannen 50+  | 40,9 km/h (gem. 35,2sec) | 00:41:04 | 70     | Robert Wierts        | WHC Consultancy en Advies            |
| Masters mannen 60+  | 39,0 km/h (gem. 36,9sec) | 00:36:56 | 60     | Arjan Bakker         | Van Koppen Arbeidsrecht Marathonteam |
| Masters mannen 70+  | 39,0 km/h (gem. 36,9sec) | 00:36:56 | 60     | Harrie Klein Gebbink |                                      |
| Masters vrouwen     | 39,0 km/h (gem. 36,9sec) | 00:36:56 | 60     | Jolanda Langeland    | Speelman / Exclusief Vastgoedbeheer  |

Marathon Cup 1 · 
Marathon Cup 2 · 
Marathon Cup 3 ·
Marathon Cup 4 · 
Marathon Cup 5 · 
Marathon Cup 6 · 
Marathon Cup 7 · 
Marathon Cup 8 · 
Staatsloterij Schaatsmarathon · 
Marathon Cup 9 · 
NK kunstijs · 
Marathon Cup 10 · 
Eerste schaatsmarathon op natuurijs · 
Tweede schaatsmarathon op natuurijs · 
Marathon Cup 11 · 
Marathon Cup 12 · 
Grand Prix 1 · 
Open NK natuurijs · 
Grand Prix 2 · 
Grand Prix 3 ·
Marathon Cup 13 ·
Marathon Cup 14 · 
Grand Prix 4 · 
Grand Prix 5 · 
Grand Prix 6 ·  
Marathon Cup 15
Klassementen: KNSB Cup ·
Jongeren · 
Ploegen ·
Grand Prix ·
Club-assistent Brabantcup ·
Natuurijs vierdaagse
Lijst van schaatsmarathonrijders 2023/2024